# Kreuzen (Gemeinde Straßburg)
Kreuzen ist eine Ortschaft in der Gemeinde Straßburg im Bezirk St. Veit an der Glan in Kärnten. Die Ortschaft hat 12 Einwohner (Stand 1. Jänner 2024).

## Lage
Kreuzen liegt sonnseitig im Gurktal, hoch am Mödringbergzug, etwa 5 km Luftlinie nördlich des Gemeindehauptorts Straßburg-Stadt, nordwestlich des Pfarrorts Kreuzen, auf dem Gebiet der Katastralgemeinde Straßburg Land.
Zur Streusiedlung gehören die Höfe Pichlbauer (auch Bichlbauer; Nr. 1), Kreuzerhube (verfallen, Nr. 3), Prieger (Nr. 4; heute der höchstgelegene Hof der Ortschaft; in seiner Nähe entspringt der Ratschachbach), Weichboth (Nr. 7) und  Jost (auch Just und Just in Oeden; Nr. 8). Früher bestanden in dieser Gegend außerdem Offner, Gladnig, Zangl, Josthube (Nr. 9), Erderkeusche und Jacob in Oeden.
Die südwestlichsten Höfe der Streusiedlung (Just in Oeden, Jacob in Oeden), nördlich von Gruschitz, wurden zeitweise als Ortschaftsbestandteil Eden geführt, für den Volkszählungsergebnisse veröffentlicht wurden.

## Geschichte
Seit Gründung der Ortsgemeinden Mitte des 19. Jahrhunderts gehört Kreuzen zur Gemeinde Straßburg.
Im November 1890 brannte der Hof vulgo Gladnig ab. Im Juni 1897 brannte der Hof vulgo Jost nach Blitzschlag ab.

## Bevölkerungsentwicklung
Für die Ortschaft ermittelte man folgende Einwohnerzahlen:
- 1869: 10 Häuser, 76 Einwohner[4]
- 1880: 10 Häuser, 78 Einwohner (davon Eden 2 Häuser, 19 Einwohner)[5]
- 1890: 10 Häuser, 57 Einwohner[6]
- 1900: 9 Häuser, 65 Einwohner[7]
- 1910: 9 Häuser, 57 Einwohner[8]
- 1923: 9 Häuser, 48 Einwohner[9]
- 1934: 53 Einwohner[10]
- 1951: 7 Häuser, 42 Einwohner[11]
- 1961: 6 Häuser, 43 Einwohner[12]
- 2001: 5 Gebäude (davon 4 mit Hauptwohnsitz) mit 4 Wohnungen; 14 Einwohner und 1 Nebenwohnsitzfall; 4 Haushalte; 0 Arbeitsstätten, 4 land- und forstwirtschaftliche Betriebe[13]
- 2011: 4 Gebäude, 17 Einwohner, 5 Haushalte, 0 Arbeitsstätten[14]
- 2021: 4 Gebäude, 14 Einwohner, 4 Haushalte, 3 Arbeitsstätten[15]